# Krško
Krško es una localidad eslovena, capital del municipio homónimo. Actualmente Krško es conocida por albergar la única planta de energía nuclear eslovena.

## Datos demográficos
- Superficie del municipio: 344,9 km²
- Población: 27.586 habitantes (hombres=13.679 ; mujeres=13.907)
- Edad media: 39,26 años
- Densidad de población: 28,21 m²/habitante
- Viviendas: 9.164
- Familias: 7.663
- Trabajadores: 12.949
- Estudiantes: 978
- Desempleados: 2.131
- Salario medio bruto: 239.501 SIT ; neto=151.511 SIT (datos a agosto de 2003)